# 日本の短期大学一覧
日本の短期大学一覧（にほんのたんきだいがくいちらん）は、日本国内に設置されている短期大学（大学に併設されている短期大学部を含む）の一覧である。
開設予定のうち、大学設置・学校法人審議会が設置認可を可とする判定を答申したものを含む。なお、国立の短期大学については全て廃止されている。
本項では、専門職短期大学についても取り扱う。 

## 公立短期大学

### 北海道
- 旭川市立大学短期大学部（食物栄養学科・幼児教育学科）（2011年に旭川大学女子短期大学部から旭川大学短期大学部へ改称。2023年に旧設置者が公立大学法人旭川市立大学に移管（公立化）したのに伴い、再度名称変更。）

### 岩手県
- 岩手県立大学宮古短期大学部（経営情報学科）
- 岩手県立大学盛岡短期大学部（生活科学科・国際文化学科）

### 山形県
- 山形県立米沢女子短期大学（国語国文学科・英語英文学科・日本史学科・社会情報学科）

### 福島県
- 会津大学短期大学部（産業情報学科・食物栄養学科・社会福祉学科・幼児教育学科

### 山梨県
- 大月短期大学（経済科）

### 岐阜県
- 岐阜市立女子短期大学（英語英文学科・国際文化学科・食物栄養学科・生活デザイン学科）

### 静岡県
- 静岡県立大学短期大学部（歯科衛生学科・社会福祉学科・こども学科）

### 三重県
- 津市立三重短期大学（法経科・生活科学科・食物栄養学科）

### 島根県
- 島根県立大学短期大学部（保育学科・総合文化学科）

### 岡山県
- 倉敷市立短期大学（保育学科・服飾美術学科）

### 大分県
- 大分県立芸術文化短期大学（美術科・音楽科・国際総合学科・情報コミュニケーション学科）

### 鹿児島県
- 鹿児島県立短期大学（文学科・生活学科・商経学科）

## 私立短期大学

### 北海道
- 帯広大谷短期大学（生活科学科・社会福祉科）
- 釧路短期大学（生活科学科・幼児教育学科）（2026年度以降の学生募集停止）
- 光塩学園女子短期大学（保育科・食物栄養科）
- 國學院大學北海道短期大学部（国文学科・総合教養学科・幼児・児童教育学科）
- 札幌大谷大学短期大学部（保育科・保育専攻）（2007年に札幌大谷短期大学より改称）
- 札幌国際大学短期大学部（総合生活キャリア学科・幼児教育保育学科）（2026年度以降の学生募集停止）
- 拓殖大学北海道短期大学（農学ビジネス科・保育科）（2026年度以降の学生募集停止）
- 函館大谷短期大学（コミュニティ総合学科・こども学科）
- 函館短期大学（保育学科・食物栄養学科）
- 北翔大学短期大学部（ライフデザイン学科・こども学科）（2007年に浅井学園大学短期大学部より改称）
- 北星学園大学短期大学部（英文学科・生活創造学科）（2025年度以降の学生募集停止）
- 北海道武蔵女子短期大学（教養学科・英文学科・経済学科）

### 青森県
- 青森明の星短期大学（子ども福祉未来学科）（2026年度以降の学生募集停止）
- 青森中央短期大学（食物栄養学科・幼児保育学科）
- 柴田学園大学短期大学部（生活科・保育科）（2021年に東北女子短期大学より改称）
- 八戸学院大学短期大学部（幼児保育学科・介護福祉学科）（2005年に光星学院八戸短期大学より、2013年に八戸短期大学より改称、2017年に八戸学院短期大学より改称）
- 弘前医療福祉大学短期大学部（口腔衛生学科・救命救急学科・調理師養成1年課程(別科)）（2009年に弘前福祉短期大学より改称）

### 岩手県
- 修紅短期大学（幼児教育学科）
- 盛岡大学短期大学部（幼児教育科）

### 宮城県
- 聖和学園短期大学（キャリア開発総合学科・保育科）
- 仙台青葉学院短期大学（ビジネスキャリア学科・こども学科・歯科衛生学科・栄養学科・観光ビジネス学科・現代英語学科・言語聴覚学科）
- 仙台赤門短期大学（看護学科・鍼灸手技療法学科）
- 東北生活文化大学短期大学部（生活文化学科）（2004年に三島学園女子短期大学より改称）
- 宮城誠真短期大学（保育科）

### 秋田県
- 秋田栄養短期大学（栄養学科） （2005年に秋田経済法科大学短期大学部より改称）
- 聖霊女子短期大学（生活文化科・健康栄養専攻）
- 日本赤十字東北看護大学介護福祉短期大学部（介護福祉学科）
- 聖園学園短期大学（保育科）

### 山形県
- 羽陽学園短期大学（幼児教育科）
- 東北文教大学短期大学部（子ども学科・現代福祉学科・留学生別科）

### 福島県
- いわき短期大学（幼児教育科）
- 郡山女子大学短期大学部（健康栄養学科・幼児教育学科・地域創成学科・文化学専攻）
- 桜の聖母短期大学（生活科学科・キャリア教養学科）
- 福島学院大学短期大学部（保育科・食物栄養科・情報ビジネス科） （2004年に福島学院短期大学より改称）

### 茨城県
- 茨城女子短期大学（保育科・表現文化学科）
- つくば国際短期大学（保育科）
- 常磐短期大学（幼児教育保育学科）

### 栃木県
- 足利短期大学（こども学科）（2025年度以降の学生募集停止）
- 宇都宮短期大学（音楽科・人間福祉学科・食物栄養学科）
- 國學院大學栃木短期大学（日本文化学科・人間教育学科）（2026年度以降の学生募集停止）
- 作新学院大学女子短期大学部（幼児教育科）
- 佐野日本大学短期大学（総合キャリア教育学科）

### 群馬県
- 育英短期大学（保育学科・現代コミュニケーション学科）
- 共愛学園前橋国際大学短期大学部（生活学科） （1999年に明和女子短期大学より改称、2021年に明和学園短期大学より改称）（2026年度以降の学生募集停止）
- 桐生大学短期大学部（生活科学科・アート・デザイン学科）（2008年に桐生短期大学より改称）
- 群馬医療福祉大学短期大学部（医療福祉学科）（2010年に群馬社会福祉大学短期大学部より改称）
- 高崎商科大学短期大学部（現代ビジネス学科）
- 東京福祉大学短期大学部（こども学科）（2024年度以降の学生募集停止）
- 新島学園短期大学（キャリアデザイン学科・コミュニティ子ども学科） （2004年に新島学園女子短期大学より改称）

### 埼玉県
- 秋草学園短期大学（幼児教育学科・文化表現学科・地域保育学科・幼児教育第二部）
- 川口短期大学（こども・ビジネスキャリア実務学科）
- 国際学院埼玉短期大学（幼児保育学科・健康栄養学科・健康栄養専攻・幼児保育専攻）
- 埼玉医科大学短期大学（看護学科）
- 埼玉純真短期大学（こども学科）
- 埼玉女子短期大学（商学科・国際コミュニケーション学科）
- 埼玉東萌短期大学（幼児保育学科）
- 城西短期大学（ビジネス総合学科） （2005年に城西大学女子短期大学部より改称）（2025年度以降の学生募集停止）
- 武蔵丘短期大学（健康生活学科）
- 武蔵野短期大学（幼児教育学科）
- 山村学園短期大学（子ども学科）

### 千葉県
- 敬愛短期大学（現代子ども科）
- 昭和学院短期大学（人間生活学科・ヘルスケア栄養学科）
- 聖徳大学短期大学部（保育科・保育科（第二部）・総合文化学科・医療保育専攻・服飾文化専攻）
- 清和大学短期大学部（こども学科） （2003年に清和女子短期大学より改称）
- 千葉経済大学短期大学部（ビジネスライフ学科・こども学科）
- 千葉明徳短期大学（保育創造学科）
- 東京経営短期大学（経営総合学科・こども教育学科・グローバルスタディセンター(留学生別科)）（2025年度以降の学生募集停止）

### 東京都
- 愛国学園短期大学（家政科）
- 有明教育芸術短期大学（子ども教育学科）
- 上野学園短期大学（音楽科）
- 大妻女子大学短期大学部（家政科・国文科・英文科）
- 共立女子短期大学（生活科学科・文科）
- 国際短期大学（国際コミュニケーション学科）
- 駒沢女子短期大学（保育科）
- 実践女子大学短期大学部（日本語コミュニケーション学科・英語コミュニケーション学科）（2024年度以降の学生募集停止）
- 自由が丘産能短期大学（能率科、通信教育のみ）
- 女子栄養大学短期大学部（食物栄養学科）
- 女子美術大学短期大学部（造形科・造形専攻）
- 白梅学園短期大学（保育科）
- 星美学園短期大学（幼児保育学科）（2025年度以降の学生募集停止）
- 創価女子短期大学（国際ビジネス学科）（2026年度以降の学生募集停止）
- 帝京大学短期大学（人間文化学科・現代ビジネス学科）
- 帝京短期大学（こども教育学科・生活科学科・ライフケア学科・ライフケア学科（二部）・養護教諭専攻・臨床工学専攻）
- 貞静学園短期大学（保育学科）（2026年度以降の学生募集停止）
- 戸板女子短期大学（服飾芸術科・国際コミュニケーション学科）
- 東京家政大学短期大学部（栄養科・保育科）（2026年度以降の学生募集停止）
- 東京交通短期大学（運輸科第二部）
- 東京歯科大学短期大学（歯科衛生学科・歯科衛生学専攻）
- 東京女子体育短期大学（保健体育学科・児童教育学科）
- 東京成徳短期大学（幼児教育科）
- 東京立正短期大学（現代コミュニケーション学科）（2005年に東京立正女子短期大学より改称）
- 東邦音楽短期大学（音楽科）
- 桐朋学園芸術短期大学（芸術科・音楽専攻・演劇専攻） （2004年度に桐朋学園大学短期大学部より改称）
- 新渡戸文化短期大学（食物栄養学科・臨床検査学科）
- 日本歯科大学東京短期大学（歯科衛生学科・歯科技工学科・歯科衛生学専攻・歯科技工学専攻）
- 日本大学短期大学部（ビジネス教養学科・食物栄養学科・建築・生活デザイン学科・ものづくり・サイエンス総合学科）
- フェリシアこども短期大学（国際こども教育学科）（2020年に鶴川女子短期大学より改称）
- 目白大学短期大学部（ビジネス社会学科・歯科衛生学科・製菓学科）
- 山野美容芸術短期大学（美容総合学科・芸術専攻・日本語別科）

### 神奈川県
- 和泉短期大学（児童福祉科）
- 小田原短期大学（保育学科・食物栄養学科）
- 神奈川歯科大学短期大学部（歯科衛生学科・看護学科）（1989年に日本女子衛生短期大学より改称、2013年に湘南短期大学より改称）
- 鎌倉女子大学短期大学部（初等教育科）
- 相模女子大学短期大学部（食物栄養学科）（2026年度以降の学生募集停止）
- 上智大学短期大学部（英語科）（2012年に上智短期大学より改称)、（2025年度以降の学生募集停止）
- 湘北短期大学（生活プロデュース学科・保育学科・総合ビジネス・情報学科）
- 昭和音楽大学短期大学部（音楽科）
- 洗足こども短期大学（幼児教育保育科）（2010年に洗足学園短期大学より改称）
- 鶴見大学短期大学部（保育科・歯科衛生学科）
- 横浜女子短期大学（保育科）（2026年度以降の学生募集停止）

### 新潟県
- 新潟工業短期大学（自動車工業科・専攻科）（2026年度以降の学生募集停止）
- 新潟青陵大学短期大学部（人間総合学科・幼児教育学科） （2004年に新潟青陵女子短期大学より改称）
- 新潟中央短期大学（幼児教育学科）
- 日本歯科大学新潟短期大学（歯科衛生学科）
- 明倫短期大学（歯科技工士学科・歯科衛生士学科）

### 富山県
- 富山短期大学（食物栄養学科・幼児教育学科・経営情報学科・健康福祉学科）
- 富山福祉短期大学（社会福祉学科・看護学科・幼児教育学科・国際観光学科)

### 石川県
- 金沢学院短期大学（現代教養学科・食物栄養学科・幼児教育学科）
- 金沢星稜大学女子短期大学部（経営実務科）(2012年に星稜女子短期大学から改称)
- 金城大学短期大学部（ビジネス実務学科・幼児教育学科・美術学科）

### 福井県
- 仁愛女子短期大学（生活科学学科・幼児教育学科）

### 山梨県
- 帝京学園短期大学（保育科）
- 山梨学院短期大学（食物栄養学科・保育科）

### 長野県
- 飯田短期大学（生活科学学科・幼児教育学科・看護学科）（2023年に飯田女子短期大学より改称）
- 上田短期大学（幼児教育学科・総合文化学科）（2025年に上田女子短期大学より改称）
- 佐久大学信州短期大学部（福祉学科）（2026年度以降の学生募集停止）
- 信州豊南短期大学（言語コミュニケーション学科・幼児教育学科）
- 清泉大学短期大学部（こども学科・国際コミュニケーション科）（2025年に清泉女学院短期大学より改称）
- 長野短期大学（食物栄養学科・幼児教育学科）（2024年に長野女子短期大学より改称）
- 松本大学松商短期大学部（商学科・経営情報学科）
- 松本短期大学（幼児保育学科・介護福祉学科）

### 岐阜県
- 大垣女子短期大学（幼児教育科・デザイン美術科・音楽総合科・歯科衛生学科）
- 岐阜聖徳学園大学短期大学部（幼児教育学科・幼児教育第三部）（2024年度以降の学生募集停止）
- 正眼短期大学（禅・人間学科）
- 高山自動車短期大学（自動車工学科）
- 中京学院大学短期大学部（保育科・健康栄養学科）（2010年に中京短期大学より改称、2017年に中京学院大学中京短期大学部より改称）
- 中部学院大学短期大学部（幼児教育学科・社会福祉学科）
- 東海学院大学短期大学部（幼児教育学科）
- 中日本自動車短期大学（自動車工学科・モータースポーツエンジニアリング学科）
- 平成医療短期大学（看護学科・リハビリテーション学科）

### 静岡県
- 静岡英和学院大学短期大学部（食物栄養学科・現代コミュニケーション学科）
- 常葉大学短期大学部（日本語日本文学科・保育科・音楽科）（2013年に常葉学園短期大学より改称）
- 浜松学院大学短期大学部（幼児教育科） （2004年に浜松短期大学より改称）

### 愛知県
- 愛知医療学院短期大学（リハビリテーション学科）（2024年度以降の学生募集停止）
- 愛知学院大学短期大学部（歯科衛生学科）
- 愛知学泉短期大学（生活デザイン総合学科・食物栄養学科・幼児教育学科）
- 愛知工科大学自動車短期大学（自動車工業学科）（2007年に愛知工科大学短期大学部より改称）
- 愛知産業大学短期大学（通信教育部国際コミュニケーション学科）
- 愛知大学短期大学部（ライフデザイン総合学科）
- 愛知文教女子短期大学（生活文化学科・幼児教育学科・幼児教育第3部）（2026年度以降の学生募集を停止）
- 愛知みずほ短期大学（生活学科・現代幼児教育学科）
- 岡崎女子短期大学（幼児教育学科・幼児教育第三部）
- 修文大学短期大学部（幼児教育学科・幼児教育第三部・生活文化学科）
- 豊橋創造大学短期大学部（キャリアプランニング学科・幼児教育・保育学科）
- 名古屋経営短期大学（未来キャリア学科・健康福祉学科・子ども学科）（2000年に名古屋女子商科短期大学より改称）
- 名古屋女子大学短期大学部（生活学科・保育学科・保育第三部）（2025年度以降の学生募集停止）
- 名古屋短期大学（保育科・英語コミュニケーション学科・現代教養学科）
- 名古屋文化短期大学（生活文化学科） （2004年に名古屋女子文化短期大学より改称）
- 名古屋文理大学短期大学部（食物栄養学科） （2005年に名古屋文理短期大学より改称）（2027年度以降の学生募集停止）
- 名古屋柳城短期大学（保育科）

### 三重県
- 鈴鹿大学短期大学部（生活コミュニケーション学科）（2006年に鈴鹿国際大学短期大学部より改称、2015年に鈴鹿短期大学より改称)、（2025年度以降の学生募集停止）
- 高田短期大学（子ども学科・キャリア育成学科）
- ユマニテク短期大学（幼児保育学科）

### 滋賀県
- 滋賀短期大学（生活学科・幼児教育保育学科・ビジネスコミュニケーション学科・デジタルライフビジネス学科）
- びわこ学院大学短期大学部（ライフデザイン学科）（2009年に滋賀文化短期大学より改称）
- 滋賀文教短期大学（国文学科・子ども学科）（2026年度以降の学生募集を停止）

### 京都府
- 池坊短期大学（幼児保育学科・文化芸術学科・環境文化学科）（2025年度以降の学生募集停止）
- 華頂短期大学（総合文化学科・幼児教育学科）
- 京都外国語短期大学（キャリア英語科(夜間)）
- 京都経済短期大学（経営情報学科）
- 京都光華女子大学短期大学部（ライフデザイン学科）
- 京都西山短期大学（仏教学科） （2004年に西山短期大学より改称）
- 京都文教短期大学（ライフデザイン学科・食物栄養学科・幼児教育学科）（2026年度以降の学生募集停止）
- 嵯峨美術短期大学（美術学科）
- 龍谷大学短期大学部（社会福祉学科・こども教育学科）（2025年度以降の学生募集停止）

### 大阪府
- 藍野大学短期大学部（第一看護学科・第二看護学科・地域看護学専攻）(2012年に藍野学院短期大学より改称)
- 大阪音楽大学短期大学部（音楽科）
- 大阪学院大学短期大学部（経営実務科）
- 大阪キリスト教短期大学（幼児教育学科）
- 大阪芸術大学短期大学部（メディア・芸術学科・保育学科・デザイン美術学科）
- 大阪健康福祉短期大学（介護福祉学科・子ども福祉学科・地域総合介護福祉学科・保育・幼児教育学科）
- 大阪国際大学短期大学部（ライフデザイン学科・幼児保育学科・栄養学科）
- 大阪女学院短期大学（英語科）
- 大阪成蹊短期大学（幼児教育学科・生活デザイン学科・観光学科・経営会計学科・グローバルコミュニケーション学科・栄養学科・調理・製菓学科）
- 大阪総合保育大学短期大学部（総合保育学科・現代生活学科）（2025年に大阪城南女子短期大学より改称）
- 大阪千代田短期大学（幼児教育科）
- 大阪常磐会大学短期大学部（幼児教育科）（2025年に常磐会短期大学より改称）
- 大阪夕陽丘学園短期大学（食物栄養学科・キャリア創造学科）（2005年に大阪女子学園短期大学より改称）
- 関西外国語大学短期大学部（英米語学科）
- 関西女子短期大学（医療秘書科・保育科・養護保健科・歯科衛生学科）
- 近畿大学短期大学部（商経科二部）
- 堺女子短期大学（美容生活文化学科）
- 四條畷学園短期大学（ライフデザイン総合学科・保育学科）
- 四天王寺大学短期大学部（ライフデザイン学科・保育科）（2008年に四天王寺国際仏教大学短期大学部より改称）
- 東大阪大学短期大学部（実践食物学科・実践保育学科・介護福祉学科）（2003年に東大阪短期大学より改称）

### 兵庫県
- 大手前短期大学（歯科衛生学科・ライフデザイン総合学科）（2004年に大手前女子短期大学より改称）
- 関西学院短期大学（保育科）（2009年に聖和大学短期大学部から聖和短期大学に、2024年に現在名に改称）
- 甲子園短期大学（生活環境学科・幼児教育保育学科）（2026年度以降の学生募集停止）
- 神戸教育短期大学（こども学科）(2019年に夙川学院短期大学より改称)
- 神戸女子短期大学（総合生活学科・食物栄養学科・幼児教育学科）（2026年度以降の学生募集停止）
- 産業技術短期大学（機械工学科・電気電子工学科・情報処理工学科・ものづくり創造工学科）（2026年度以降の学生募集停止）
- 頌栄短期大学（保育科）（2026年度以降の学生募集停止）
- 園田学園女子大学短期大学部（生活文化学科・幼児教育学科）（2025年度以降の学生募集停止）
- 東洋食品工業短期大学（包装食品工学科）
- 豊岡短期大学（こども学科）（1989年に近畿大学豊岡女子短期大学より改称、2016年に近畿大学豊岡短期大学より改称）
- 姫路日ノ本短期大学（幼児教育科）（2025年度以降の学生募集停止）
- 兵庫大学短期大学部（保育科・保育第三部）
- 湊川短期大学（人間生活学科・幼児教育保育学科）（2003年に湊川女子短期大学より改称）
- 武庫川女子大学短期大学部（日本語文化学科・英語キャリア・コミュニケーション学科・幼児教育学科・健康・スポーツ学科・食生活学科・生活造形学科・心理・人間関係学科）（2025年度以降の学生募集停止）

### 奈良県
- 奈良芸術短期大学（美術学科）
- 奈良佐保短期大学（地域こども学科・生活未来科）（2025年度以降の学生募集停止）
- 大和大学白鳳短期大学部（総合人間学科）

### 和歌山県
- 和歌山信愛女子短期大学（生活文化学科・保育科）（2026年度以降の学生募集停止）

### 鳥取県
- 鳥取短期大学（生活学科・国際文化交流学科・幼児教育保育学科）

### 岡山県
- 岡山短期大学（幼児教育学科）
- 川崎医療短期大学（看護科・医療介護福祉科）
- 作陽短期大学（音楽科）（2009年に作陽短期大学より改称、2020年に作陽音楽短期大学より改称）
- 山陽学園短期大学（健康栄養学科・こども育成学科）
- 就実短期大学（幼児教育学科・生活実践科学科）（2025年度以降の学生募集停止）
- 中国短期大学（総合生活学科・保育学科・情報ビジネス学科）
- 美作大学短期大学部（栄養学科・幼児教育学科） （2003年に美作女子大学短期大学部より改称)（2025年度以降の学生募集停止）

### 広島県
- 山陽女子短期大学（臨床検査学科・人間生活学科・食物栄養学科）
- 比治山大学短期大学部（総合生活デザイン学科・幼児教育科・美術科）（2027年度以降の学生募集停止）
- 広島文化学園短期大学（コミュニティ生活学科・食物栄養学科・保育学科）（2009年に広島文化短期大学より改称）
- 安田女子短期大学（保育科）（2025年度以降の学生募集停止）

### 山口県
- 岩国短期大学（幼児教育科）
- 宇部フロンティア大学短期大学部（保育学科・食物栄養学科） （2004年に宇部短期大学より改称）
- 下関短期大学（栄養健康学科・保育学科）
- 山口芸術短期大学（保育学科・芸術表現学科）
- 山口短期大学（児童教育学科・情報メディア学科）

### 徳島県
- 四国大学短期大学部（ビジネス・コミュニケーション科・人間健康科・幼児教育保育科・音楽科）
- 徳島工業短期大学（自動車工業学科）
- 徳島文理大学短期大学部（商科・言語コミュニケーション学科・音楽科・生活科学科・保育科）

### 香川県
- 香川短期大学（生活文化学科・子ども学科・子ども第Ⅲ部・経営情報科）
- 高松短期大学（保育学科・秘書科）

### 愛媛県
- 今治明徳短期大学（ライフデザイン学科・幼児教育学科）
- 聖カタリナ大学短期大学部（保育学科） （2004年に聖カタリナ女子短期大学より改称）
- 松山東雲短期大学（保育科・現代ビジネス科・食物栄養科）
- 松山短期大学（商科第2部）

### 高知県
- 高知学園短期大学（幼児保育学科・歯科衛生学科・看護学科）

### 福岡県
- 折尾愛真短期大学 (経済科)（2004年に折尾女子経済短期大学より改称）
- 九州大谷短期大学（表現学科・福祉学科・幼児教育学科・仏教学科）
- 九州女子短期大学（子ども健康学科）
- 九州産業大学造形短期大学部（造形芸術学科）(2017年に九州造形短期大学より改称)
- 近畿大学九州短期大学（生活福祉情報科・保育科）
- 香蘭女子短期大学（ファッション総合学科・食物栄養学科・保育学科・ライフプランニング総合学科）
- 純真短期大学（食物栄養学科・こども学科）（2025年度以降の学生募集停止）
- 精華女子短期大学（幼児保育学科・生活科学科）
- 西南女学院大学短期大学部（保育科）（2004年に西南女学院短期大学より改称）（2025年度以降の学生募集停止）
- 中村学園大学短期大学部（食物栄養学科・キャリア開発学科・幼児保育学科）
- 西日本短期大学（ビジネス法学科・緑地環境学科・社会福祉学科・保育学科・健康スポーツコミュニケーション学科・メディア・プロモーション学科）
- 東筑紫短期大学（保育学科・食物栄養学科）
- 福岡医療短期大学（歯科衛生学科）
- 福岡工業大学短期大学部（情報メディア学科）
- 福岡こども短期大学（こども教育学科）（2008年に第一保育短期大学より改称）
- 福岡女学院大学短期大学部（英語科）（2025年度以降の学生募集停止）
- 福岡女子短期大学（文化教養学科・音楽科・健康栄養科・子ども学科）

### 佐賀県
- 九州龍谷短期大学（人間コミュニティ学科・保育学科）（2025年度以降の学生募集停止）
- 佐賀女子短期大学（地域みらい学科・こども未来学科）
- 西九州大学短期大学部（地域生活支援学科・幼児保育学科）（2009年に佐賀短期大学より改称）

### 長崎県
- 長崎女子短期大学（生活創造科・幼児教育学科）
- 長崎短期大学（保育学科・地域共生学科）

### 熊本県
- 尚絅大学短期大学部（総合生活学科・食物栄養学科・幼児教育学科）（2006年に尚絅短期大学より改称）
- 中九州短期大学（経営福祉学科・幼児保育学科）（2025年度以降の学生募集停止）

### 大分県
- 大分短期大学（園芸科）
- 東九州短期大学（幼児教育学科）
- 別府大学短期大学部 （初等教育科・食物栄養科）
- 別府溝部学園短期大学 （ライフデザイン総合学科・食物栄養学科・幼児教育学科・介護福祉学科）（2003年に別府女子短期大学より改称）

### 宮崎県
- 南九州大学短期大学部（国際教養学科）（2026年度以降の学生募集停止）
- 宮崎学園短期大学（保育科・現代ビジネス学科）

### 鹿児島県
- 鹿児島純心女子短期大学（生活学科・英語科）（2026年度以降の学生募集停止）
- 鹿児島女子短期大学（児童教育学科・生活科学科・教養学科）
- 第一幼児教育短期大学（幼児教育科）

### 沖縄県
- 沖縄キリスト教短期大学（英語科・保育科）
- 沖縄女子短期大学（総合ビジネス科・児童教育科）

## 開設計画中の短期大学
開設計画と準備が進められているが、現段階では大学設置・学校法人審議会が設置認可を可とする判定にいたっていないもの。 
2026年度の開学を文部科学省に申請したもの。

### 栃木県
- 那須短期大学（看護学科）[1]

## 職業能力開発短期大学校
厚生労働省所管の省庁大学校の1つ。

## 公立専門職短期大学

### 静岡県
- 静岡県立農林環境専門職大学短期大学部（生産科学科）

## 私立専門職短期大学

### 東京都
- ヤマザキ動物看護専門職短期大学（動物トータルケア学科）

### 香川県
- せとうち観光専門職短期大学（観光振興学科）